# Уитон (станция метро)
Уи́тон (англ. Wheaton) — подземная станция Вашингтонгского метро на Красной линии, расположенная на территории невключённой урбанизированной территории Уитон на пересечении Джорджия-авеню и Риди-драйв южнее Юниверсити-булевад.
На станции две соединённые боковые платформы. Среди прочих станций Вашингтонского метрополитена только станция Форест-Глен имеет такой же тип платформ и дизайн, схожий со многими станциями Лондонского метрополитена.
На станции установлены самые длинные эскалаторы в Западном полушарии и в США — их длина 70 м, высота подъёма 35 м.
Станция была открыта 22 сентября 1990 года одновременно со станцией Форест-Глен и железнодорожной линией длиной 5,1 км.
Обслуживается Washington Metropolitan Area Transit Authority.